# Candi (Ampel)
Candi is een bestuurslaag in het regentschap Boyolali van de provincie Midden-Java, Indonesië. Candi telt 6817 inwoners (volkstelling 2010).